# 单叶细辛
单叶细辛（学名：Asarum himalaicum）为马兜铃科细辛属的植物。分布于印度、锡金以及中国大陆的陕西、湖北、贵州、云南、甘肃、四川、西藏等地，生长于海拔1,300米至3,100米的地区，常生长在溪边林下阴湿地。

## 别名
毛细辛、水细辛（四川）；土癞蜘蛛香（贵州）